# Buada

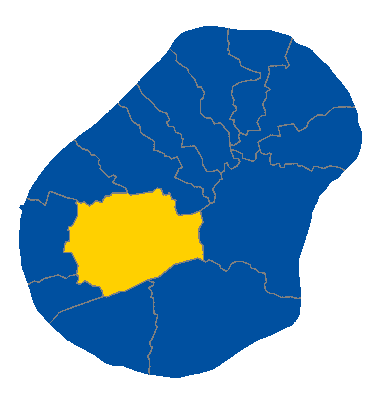
Quận Buada thuộc Nauru.

Buada là một quận của đảo quốc Thái Bình Dương Nauru. Quận thuộc Đơn vị bầu cử Buada. Quận nằm ở phía tây nam và là quận duy nhất không giáp biển của đảo. Diện tích của quận là 2,6 km² và dân số là 980 người